# السعودية في الألعاب الأولمبية للصم والبكم
شاركت السعودية لأول مرة في الألعاب الأولمبية للصم والبكم أو الديفلمبياد عام 2001. وحققت أولى الميداليات في الألعاب الأولمبية الصيفية للصم 2009 في البولنغ،
وهي الميدالية الوحيدة في تاريخ مشاركات السعودية.
لم تشارك السعودية بعد في الألعاب الأولمبية الشتوية للصم والبكم.

## الاتحاد السعودي لرياضة الصم
"يشهد قطاع رعاية الشباب في المملكة العربية السعودية بشكل عام تطوراً متسارعاً خلال السنوات الأخيرة ، ومن ضمن ذلك قطاع الصم والفئات الأخرى، لذا تم تأسيس الإتحاد السعودي لرياضة الصم.
–  في عام ١٣٩٨هـ قامت آنذاك الرئاسة العامة لرعاية الشباب ،حاليا (وزارة الرياضة) بدراسة احتياجات الشباب الصم من الأنشطة الثقافية والاجتماعية والرياضية وانتهت هذه الدراسة إلى القناعة التامة بأهمية إتاحة الفرص لهم وإشراكهم في جميع النشاطات الشبابية بدون استثناء .
–  في العام ١٤٠٠هـ الموافق ١٩٨٠م تم تأسيس أول نادي للصم بمدينه الرياض قدم هذا النادي خدمات جليلة لجميع الصم في المملكة عموماً.
– في العام ١٤٢٠هـ الموافق ٢٠٠٠م صدر قرار صاحب السمو الملكي الرئيس العام لرعاية الشباب رقم ٣٠٦٢ وتاريخ ٩/٧/١٤٢٠هـ بتأسيس اللجنة السعودية لرياضة الصم لتتولي الإشراف وتنظيم جميع نشاطات الصم الرياضية في المملكة تحت مظلة الاتحاد السعودي لرياضة المعاقين.
–  في العام ١٤٢٠ هـ الموافق ٢٠٠٠م قامت اللجنة بالانضمام إلى عضوية الاتحادين الدوليين للصم ( AP-CISS ).
– في العام ١٤٢٢ هـ الموافق ٢٠٠٢م تم تأسيس ناديين للصم في كل من محافظة جده – والمنطقة الشرقية (الدمام ) لتقدم خدماتها الثقافية والاجتماعية والرياضية للصم في هذه المنطقتين .
– في العام ١٤٢٤هـ الموافق ٢٠٠٤ م صدر قرار صاحب السمو الملكي الرئيس العام لرعاية الشباب رقم ٤٤٦١ وتاريخ ٢٧/٣/١٤٢٤هـ بفصل اللجنة السعودية لرياضة الصم عن الاتحاد السعودي لرياضة المعاقين ، لتصبح لجنة ذات كيان مستقل وفقاً للقانون الدولي لرياضة الصم  .
–  في عام ١٤٢٤هـ الموافق ٢٠٠٤م قامت اللجنة السعودية لرياضه الصم بإنشاء
( ٩) مراكز خاصة بالصم في المحافظات التالية (مكة المكرمة – الطائف – أبها – جازان – نجران – القصيم – المدينة المنورة – الجوف – الاحساء )  .
وفي عام ١٤٢٧هـ الموافق ٢٠٠٧م صدر القرار السامي الكريم رقم ٩١٧٨/م ب وتاريخ ١٧/١٢/١٤٢٧هـ على إنشاء خمسة أنديه جديدة للصم في المحافظات التالية ( أبها – حائل – الطائف ـ مكة المكرمة ـ جازان ـ نجران ـ القصيم ـ الجوف ـ تبوك ـ جدة ـ الرياض ـ الدمام ـ الباحة– المدينة المنورة – الاحساء) بمسمى نوادي ذوي الاحتياجات الخاصة لتقدم خدمات شامله للمعاقين ، لتضاف هذه اللبنة إلى لبنات خادم الحرمين الشريفين وسمو ولي عهده الأمين في مجال البناء الثقافي والاجتماعي والرياضي ولتحل محل المراكز القائمة في هذه المحافظات .
–  في عام ١٤٢٨هـ الموافق ٢٠٠٧م قامت اللجنة بإنشاء مركزين جديدين للصم في محافظتي ( تبوك والخرج)  .
في العام١٤٢٩ هـ الموافق ٢٠٠٨م وفي التشكيل الرئاسي الذي أجرته الرئاسة العامة لرعاية الشباب على جميع الاتحادات في المملكة – تم تحويل اللجنة السعودية لرياضة الصم إلى اتحاد بمسمى( الاتحاد العربي السعودي لرياضة الصم)  .
–  في العام ١٤٢٩هـ الموافق ٢٠٠٨م قام الاتحاد بتأسيس مركز للصم في منطقه حائل ."

## المشاركات

### الألعاب الصيفية[1]
| الدورة | الرياضيون | الرياضيّات | المجموع |
| ------ | --------- | --------- | ------- |
| 2001   | 17        | 0         | 17      |
| 2005   | 28        | 0         | 28      |
| 2009   | 11        | 0         | 11      |
| 2013   | 19        | 0         | 19      |
| 2017   | 25        | 0         | 25      |

## الميداليات

### الألعاب الصيفية
| الدورة | ذهبية | فضية | برونزية | المجموع |
| 2001   | 0     | 0    | 0       | 0       |
| 2005   | 0     | 0    | 0       | 0       |
| 2009   | 0     | 0    | 1       | 1       |
| 2013   | 0     | 0    | 0       | 0       |
| 2017   | 0     | 0    | 0       | 0       |

### الميدالية الوحيدة
حقّق الفريق المكوّن من محمد عادل عريف وفهد محمد الرميح المركز الثالث والميدالية البرونزية في منافسات زوجي البولينج في الألعاب الأولمبية الصيفية 2009 بتايبيه الصينية بتحقيقهم 2346 نقطة.